# ريديكارد
ريديكارد (بى ام وبوفيسبا واو : RDCD3) هي ثاني أكبر شركة البرازيلية المسؤولة عن التقاط ونقل المعاملات على بطاقات الائتمان البطاقات البنكية، تاتي من بعد شركة سييلو سا الأكبر حاليا.
تضم ماستركارد، ريـديشوب الإلكترونية، ماستركارد ومايسترو وداينرز النادي الدولي والتذاكر الذكية وزارة شؤون المحاربين القدامى، في الأراضي البرازيلية. كما أنها توفر المنتجات والخدمات الأخرى، وزيادة دوران من المحلات التجارية المعتمدة.
أنشئت في عام 1996 من قبل بنك وItaú Unibanco حاليا Unibanco مصرف إيتاو وسيتي بنك مع ماستركارد. في السنوات الأخيرة، أصبحت شركة ريديكار شركة كبيرة تخدم بطاقات الائتمان وبطاقات السحب الآلي، وتقدم مختلف المنتجات والخدمات المصرفية الالية وسحب في البرازيل ومن حول العالم.
وريديكارد لديها أكثر من 888000 المحطات الإلكترونية (نقاط البيع) ثابتة.[بحاجة لمصدر]